# Quarto (játék)
A quarto egy táblás stratégiai játék, két személy játssza. Blaise Müller (született 1948-ban) svájci matematikus találta ki.
A játék gyors és egyszerűnek látszik, mégis összpontosított figyelmet igényel.
A tábla 4×4 egyforma mezőből áll.
Az összesen 16 figura mindegyike különbözik valamiben a többitől. A figurák négy szempont alapján is két egyforma csoportra oszthatók:
- magas vagy alacsony
- sötét vagy világos
- kerek vagy szögletes
- a teteje lyukas vagy sima.

A figurák mindkét játékos által használhatóak, nincsenek a játékosok között szétosztva.

## A játék
Kezdéskor a tábla üres. A kezdési jogot megszerzett játékos nem lép, hanem megjelöli, hogy az ellenfélnek melyik figurával kell lépnie.
Ezután a játékosok felváltva lépnek. A soron következő játékos az ellenfele által kijelölt figurával köteles lépni, azt a tábla valamelyik szabad mezőjére kell tennie. Ütés a játékban nincs. A lépés megtétele után ő jelöli ki, hogy az ellenfele melyik figurával lépjen. A figura kijelölése a játék lényeges eleme, és nem bírálható felül. A játékosok felváltva következnek, a játék végéig.
A győzelemhez a következő szükséges: a tábla egyenesen, keresztben vagy átlósan négy egyvonalban levő mezőjén négy olyan figurának kell állnia, amelyek a felsorolt négy jellemző valamelyikét nézve egy csoportba tartoznak (például négy szögletes figura). Amelyik játékos a lépésével ezt a helyzetet létrehozta, az nyerte a partit.
A játék egy szabályváltozata a győzelem eléréséhez azt a lehetőséget is kínálja, hogy a négy, valamilyen szempontból egyforma figura egy 2×2-es négyzet alakzatba kerüljön a táblán bárhol.
Ha az összes figura felhelyezésével sem alakult ki nyerő állás, akkor a parti döntetlenre végződött.
A taktika alapja az, hogy miközben a helyzetet építgetjük, mindig olyan figurát jelöljünk ki az ellenfél számára, amellyel nem tudja ezt a maga hasznára fordítani. Egyben a kijelöléssel kényszeríthetjük is olyan lépés megtételére, amely majd nekünk adja meg a győztes lépés lehetőségét.

## Hasonló játékok
- Gomoku
- Rendzsu
- Pente
- Amőba
- Tic-tac-toe
- Connect four
- Lite three
- Quadruple
- Quixo

## Külső hivatkozások
- online játék gép ellen (jatektan.hu)
- C++ nyelvű quarto-program fejlesztői leírása (pdf) (portugál nyelven)